# 小行星1119
小行星1119（1119 Euboea）是一颗绕太阳运转的小行星，为主小行星带小行星。该小行星于1927年10月27日发现。
該小行星以希臘的埃维亚岛命名。

## 轨道参数
小行星1119的轨道半长轴为2.6114940 UA，离心率为0.153。